# Bioflavonoidi
Bioflavonoidi su velika skupina prirodnih spojeva iz biljaka. 
Postoji cijeli niz raznih bioflavonoida, znanstvenici su dosada identificirali preko 800 različitih bioflavonoida, a najpoznatiji su kvercetin, antocijanini, katehini, rutin, hesperidin i dr. Mnogi od njih su zapravo pigmenti u voću i povrću. Za bioflavonoide postoje brojni znanstveni podaci o njihovom blagotvornom učinku na organizam, ali znanstvena istraživanja koje bi dala neoborive dokaze za te tvrdnje još uvijek nedostaju. 

## Uloge u organizmu
Ta velika skupina spojeva neki još zovu vitamin P, ali takav naziv još nije službeno prihvaćen jer još nije dokazano da su oni doista neophodni za ljudsku prehranu i zdravlje. Neki znanstvenici bioflavonoide nazivaju i C-kompleks pošto se nerijetko nalaze u društvu s vitaminom C. Mnoga istraživanja o bioflavonoidima govore o njihovim mogućim ulogama u organizmu. Za sada je dosta pouzdano dokazano da bioflavonoidi mogu pozitivno utjecati na oštećenu funkciju kapilara i vena. 
Nadalje, brojne studije pokazale su da bi bioflavonoidi mogli imati antitrombotička svojstva - samo to svojstvo definitivno bi bilo korisno u liječenju flebitisa i drugih poremećaja zgrušavanja. Pokazano je i da su brojni bioflavonoidi moćni antioksidanti, tj. da sprječavaju oštećenje stanica koje uzrokuju slobodni radikali, nusprodukti oksidativnog metabolizma. Neki se bioflavonoidi već danas koriste u prehrambenoj industriji kao dodaci hrani radi sprječavanje oksidacije masti, ali i za povećanje hranljive i biološke vrijednosti takve hrane. 
S druge strane, sve se više istražuje uloga bioflavonoida u metabolizmu i funkciji askorbinske kiseline, tj. vitamina C u organizmu. Za sada nema pouzdanog dokaza, ali se vjeruje da vitamin C i bioflavonoidi zajednički doprinose pozitivnim učincima na imunološki sustav. Postoje i istraživanja koja indiciraju pozitivan učinak bioflavonoida na prevenciju srčanih bolesti, raka, pa i na antiinfektivna svojstva nekih bioflavonoida. 
Zasebno, kako je to pokazala jedna mala studija, vitamin C i flavonoid iz agruma hesperidin nemaju nikakvo djelovanje na simptome menopauze. Zajedno su, međutim, uklonili "valunge" kod većine od 94 žena koje su sudjelovale u pokusu.

Pošto se bioflavonoidi ne smatraju vitaminom niti neophodnim tvarima za sada ne postoji preporučena dnevna doza unosa bioflavonoida, ali brojni znanstvenici vjeruju da prehrana s puno bioflavonoida iz voća i povrća može spriječiti razvoj svih srčanih bolesti i mnogih tumora.